# Camilla Nylund
Camilla Nylund (née le 11 juin 1968) est une soprano lyrique finlandaise.
Elle apparaît dans le monde entier dans des rôles dramatiques tels que ceux de Leonore dans Fidelio de Beethoven, Elisabetta dans Don Carlos de Verdi ainsi qu'Elisabeth dans Tannhäuser et Sieglinde dans La Walkyrie de Wagner. Elle est surtout connue pour avoir incarné des personnages féminins de premier plan dans des opéras de Richard Strauss, tels que la Maréchale dans Der Rosenkavalier, Arabella, Ariane dans Ariadne auf Naxos et la comtesse Madeleine dans Capriccio,. Elle participe à des festivals internationaux et à l'inauguration de la Frauenkirche de Dresde et de l'Elbphilharmonie.

## Biographie et carrière
Camilla Nylund naît à Vaasa, en Finlande. Elle étudie la musicologie à Turku et le chant au conservatoire. Elle poursuit ses études en Autriche au Mozarteum de Salzbourg. Elle est membre du Staatsoper de Hanovre (Allemagne), puis du Semperoper de Dresde, où elle reste jusqu'en 2002. Elle y est honorée par le prix Christel-Goltz, pour des rôles tels que Marie dans Die verkaufte Braut (La Fiancée vendue) de Smetana, Agathe dans Der Freischütz de Weber et Fiordiligi dans Così fan tutte de Mozart. Elle gagne l'attention internationale dans la saison 2004/2005, chantant trois rôles pour la première fois : Elisabeth dans Tannhäuser de Wagner, le rôle-titre de Salomé de Richard Strauss à l'Opéra de Cologne et le rôle-titre de Fidelio de Beethoven à l'Opernhaus Zürich. Elle apparait à la réouverture de la Frauenkirche restaurée à Dresde en novembre 2005, interprétant le solo de soprano dans la Missa solemnis de Beethoven, dirigée par Fabio Luisi et aux côtés de Birgit Remmert, Christian Elsner et René Pape.
En 2008, elle apparaît pour la première fois au Festival de Salzbourg, dans le rôle-titre de Rusalka de Dvořák. Elle est apparue au Festival de Bayreuth de 2011 à 2014 comme Elisabeth dans Tannhäuser de Wagner et comme Sieglinde dans Die Walküre à partir de 2017. En 2014, elle tient le rôle-titre d'Ariadne auf Naxos de Richard Strauss à l'Opéra de Francfort comme la Maréchale dans Der Rosenkavalier au Grand Théâtre de Luxembourg, et dans la partie soprano de la Neuvième Symphonie de Beethoven à Hollywood Bowl à Los Angeles. En janvier 2017, elle participe à l'ouverture de l'Elbphilharmonie, en chantant la partie soprano dans Missa solemnis de Beethoven, aux côtés de Sarah Connolly, Klaus Florian Vogt et Luca Pisaroni avec le Hamburger Symphoniker dirigé par Jeffrey Tate. En 2018, elle est apparue comme la Comtesse en Capriccio de Richard Strauss à l'Opéra de Francfort, mise en scène par Brigitte Fassbaender qui a déplacé l'action au moment de la création de l'opéra, la Seconde Guerre mondiale, et la place de la France occupée.
En avril 2018, Camilla Nylund fait ses débuts en tant qu'Isolde avec le Boston Symphony Orchestra et au Carnegie Hall. En mai 2019, elle apparaît comme l'impératrice dans une nouvelle production de Die Frau ohne Schatten mise en scène par Victor Huguet au Wiener Staatsoper.

## Enregistrements
- 2004 : Ludwig van Beethoven : Fidelio (avec Jonas Kaufmann et Nikolaus Harnoncourt, DVD)
- 2017 : Richard Strauss : Der Rosenkavalier, en direct de l'Opéra national des Pays-Bas (De Nederlandse Opera), dans le rôle de la Maréchale, Hanna-Elisabeth Müller comme Sophie, Paula Murrihy (en) comme Octavian, sous la direction de Marc Albrecht.

## Prix et récompenses
- 1995 : Médaille Lilli Lehmann du Mozarteum[11]
- 2000 : Prix Christel-Goltz
- 2008 : Kammersängerin de Saxe[7]
- 2013 : Prix de la culture de Suède[6]
- 2013 : Médaille Pro Finlandia de l'Ordre du Lion de Finlande[12]
- 2017 : Prix Beniamino Gigli (attribué par la Société finlandaise Beniamino Gigli)